# ラジオテレタイプ
ラジオテレタイプ（Radioteletype : RTTY）とは、2台のテレタイプ端末を無線で接続した電気通信システムである。

## 概要
さまざまな変調方式が使われているが、最も一般的なのは周波数偏移変調（FSK）である。
- 一般的に使われている符号化方式は 5bit の「ITA2 コード」（Baudot Code）で、スタート・ストップビット付きの非同期（調歩同期）である。
- 6bit の ITA2 キャラクタコードを使っている RTTY システムも一つは存在する。
- より現代的なシステムでは、7bit や 8bit のバイトが使われている。

RTTY は現代の標準としては極めて遅く、一般的なボーレイトは 45.45 ボーである（約 60 語/分）。
FSK 変調の堅牢性とボーレイトの低さにより、RTTY は無線妨害の影響を受けにくい。

## 主な用途
堅牢な短波通信が必要とされる用途が大部分である。
- 世界各地の軍事組織（海上保安庁・沿岸警備隊など、海上警備の組織含む）
- 大使館・領事館・特にアフリカやアジア、南米や東欧州に多い。
- インターポールの国際指名手配などの情報発信
- アメリカ合衆国沿岸警備隊からほとんど連続的に送信される気象通報
- アマチュア無線

## 発音
RTTY の発音には論議がある。
- 利用者のごくわずか、特に米軍では、RTTY ではなく RATT の頭字語で呼ばれている。
- アマチュアの RTTY 通信を活発に行なっている人々は、RTTY の頭文字ではなく "ritty" と発音している。

## 参考情報
1. ↑  RTTY では、170Hz や 425Hz の偏移幅を用いることが殆ど。
2. ↑  他には、50 ボーや 75 ボーなども存在する。